# Carmen Luvana

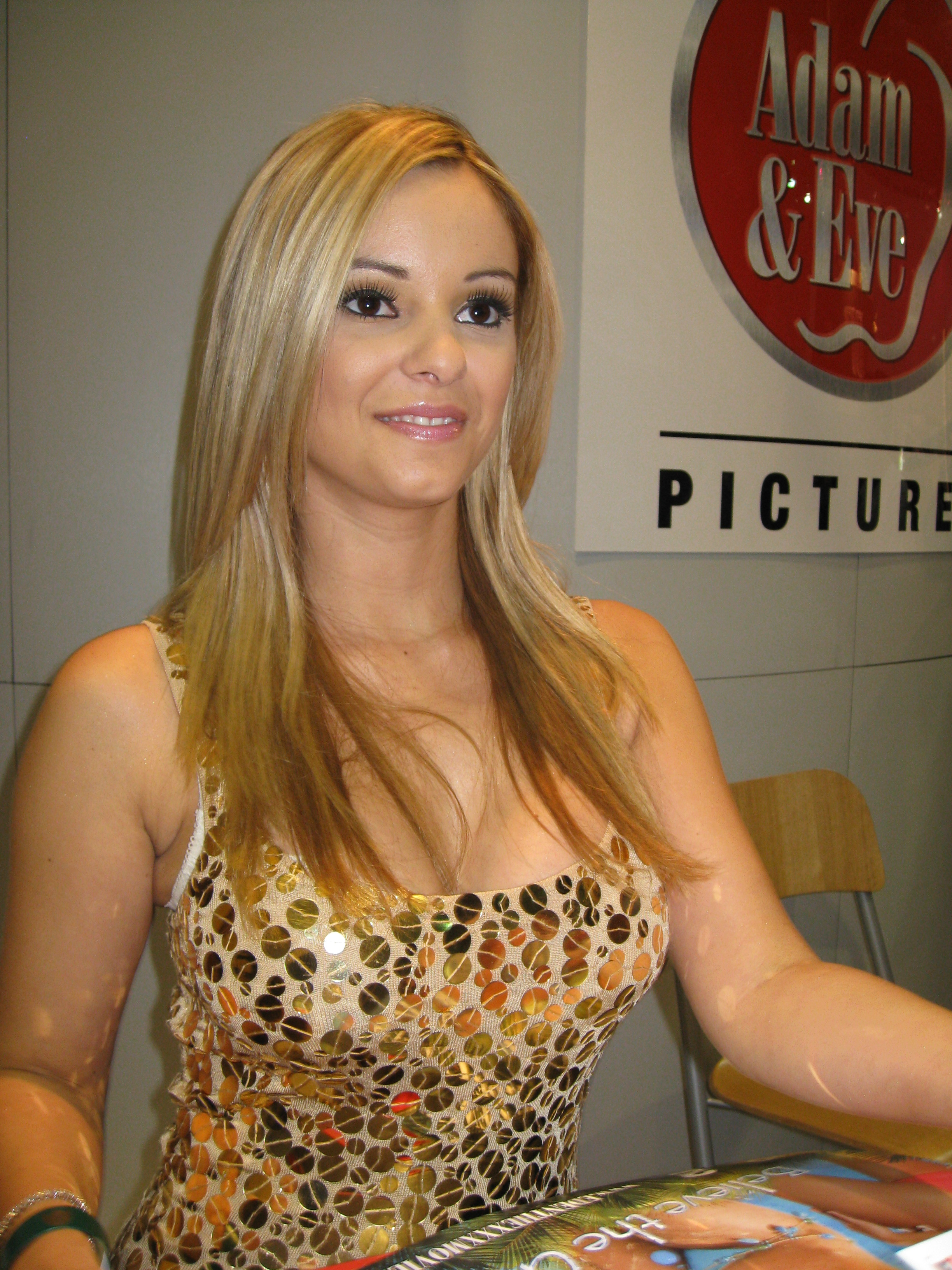
Carmen Luvana (2008)

Carmen Luvana (* 23. August 1981 in Brooklyn, New York City) ist eine ehemalige US-amerikanische Pornodarstellerin.

## Leben
Luvana verließ New York im Alter von sechs Jahren und ist in Puerto Rico aufgewachsen. Mit 18 Jahren ging sie nach Miami, arbeitete dort zunächst als Tänzerin in Striptease-Clubs an Miamis South Beach und unterzog sich einer Brustvergrößerung. Ihre Pornokarriere startete sie im November 2001 mit dem Video More Dirty Debutantes 211 von Ed Powers.
Später erhielt Luvana einen Exklusivvertrag der Produktionsfirma New Sensations/Digital Sin. Zurzeit ist sie bei Adam & Eve unter Vertrag. Sie ist bekannt für die Darstellung der Hauptrolle in dem im Jahr 2004 mit dem AVN Award als Best Video Feature des Jahres ausgezeichneten Porno-Western Rawhide. Zuletzt spielte Luvana in dem Piraten-Porno Pirates, einer Gemeinschaftsproduktion von Digital Playground und Adam & Eve zusammen mit Janine Lindemulder, Jesse Jane, Devon und Teagan Presley. Sie ist auch in der interaktiven DVD Reihe My Plaything… zu sehen. Weitere bekannte Filme mit Luvana in der Hauptrolle sind der Pornospielfilm Lady Scarface (2006), eine Adaption des Hollywood-Films Scarface, der Film Jane Blond DD7 (2006), eine Anlehnung an den Agenten 007 der James Bond Filme sowie Tailgunners, ein Pornokriegsspielfilm mit Austyn Moore. Daneben ist sie die Hauptdarstellerin in der Filmreihe Carmen goes to College des Regisseurs Andre Madness, von der seit 2002 bisher vier Folgen erschienen sind.
Sie moderiert die Reality Show Reality X: The Search For Adam & Eve. Ende 2007 verkündete sie, dass 2008 ihr letztes Jahr in der Porno-Industrie sei und sie sich zukünftig anderen Projekten widmen werde. In der August-Ausgabe 2008 des Porno-Magazins „Genesis“ wurde sie auf Platz 12 im „Porn´s Hot 100“-Ranking gelistet. Luvana lebt zurzeit in Florida.

## Auszeichnungen
- 2002: XRCO Award: Best New Starlet
- 2003 Night Moves – Best New Starlet[12]
- 2004: XRCO Award: Best Girl-Girl Scene mit Jenna Jameson
- 2005 NightMoves Award – Best Actress (Fan's Choice)[1]
- 2006: F.A.M.E. Award: Best Oral Starlet

## Filmografie
- 2003: Soulmates – Sündige Visionen
- 2005: Pirates
- 2006: Snowjob
- 2007: Lady Scarface (Parody)
- 2007: Inked
- 2007: Mistaken Identity
- 2007: American Heroes
- 2008: Jane Blond DD7
- 2008: Eden

### TV-Auftritte
- Howard Stern Show, Dezember 2003